# Brouwerij Pirlot
Brouwerij Pirlot is een Belgische brouwerij te Zandhoven in de provincie Antwerpen.

## Geschiedenis
De Nijlense hobbybrouwer Guy Pirlot begon midden de jaren 80 met het thuis brouwen van bier in een ketel van 50 liter. Omdat de commentaar zo positief was, startte hij in 1998 een officiële nieuwe brouwerij. De eigen ketel volstond niet meer, daarom ging hij brouwen in Microbrouwerij Paeleman te Wetteren. In 2001 verhuisde hij de productie naar De Proefbrouwerij in Lochristi, waar het Kempisch Vuur gebrouwen werd tot de eigen brouwerij werd opgestart. Sinds september 2011 is de toestemming voor het opstarten van een eigen brouwerij in orde en werd een eigen brouwinstallatie in gebruik genomen in Zandhoven. Half 2012 brouwt brouwerij Pirlot 2000 liter bier per week.
Er zijn ook concrete plannen voor het stoken van whisky. Een afzonderlijke stockageplaats wordt ingericht.

## Bieren
- Kempisch Vuur 3-Dubbel, bruin, 7,5%
- Kempisch Vuur Tripel, blonde viergranen-tripel, 7,5%
- Kerstvuur, blond winterbier, 9%
- Kempisch Vuur Haverstout, stout, 6,5%
- Kempisch Vuur Hoppergod, blond, 6%
- Kempisch Vuur Jeneverbier, blond, 6,5%
- Kerstvuur 2012, jubileumbier 20 jaar OBER, 9%
- Devils Heaven, Russian Imperial Stout , 10%